# Au-devant du rêve
Pour plus de détails, voir Fiche technique et Distribution.
Au-devant du rêve (Мечте навстречу) est un film de science-fiction soviétique réalisé par Mikhaïl Karioukov et Otar Koberidze (ru) et sorti en 1963.

## Synopsis
Les Terriens sont rendus fébriles par la nouvelle de l'approche d'un corps spatial d'origine manifestement extraterrestre. Tout le monde s'est figé dans l'expectative et s'est préparé à accueillir les visiteurs. Cependant, il n'y a qu'une petite sphère qui tombe dans l'océan. Celle-ci s'avère être une capsule contenant le journal de bord d'un vaisseau extraterrestre. Les scientifiques parviennent à le décrypter : il s'agissait bien d'un vaisseau qui se dirigeait vers la Terre, mais...
Ce vaisseau, en route vers la Terre depuis la planète Centurius, a été contraint d'effectuer un atterrissage d'urgence sur Mars. Pour aider les extraterrestres, le vaisseau interstellaire Océan est lancé depuis la Terre, avec à son bord la radioastronome Tania. Bientôt, afin de fournir à l'Océan du carburant supplémentaire, une seconde fusée cargo RDU-12 lui est envoyée, dont l'un des membres d'équipage, Andreï - un homme infiniment cher à Tania ...

## Fiche technique
- Titre français : Au devant du rêve
- Titre original russe : Мечте навстречу, Metchte navstretchou[1],[2]
- Réalisation : Mikhaïl Karioukov, Otar Koberidze (ru)
- Scenario : Oles Berdnyk, Ivan Bondine (ru)
- Photographie :	Alekseï Guerassimov
- Musique : Vano Mouradeli, Edouard Artemiev
- Décors : Iouri Chvets (ru)
- Production : Konstantine Jouk (ru)
- Société de production : Studio d'Odessa
- Pays de production :  Union soviétique
- Langue originale : russe
- Format : couleurs - 1,37:1 - Son mono - 35 mm
- Durée : 77 minutes
- Genre : science-fiction
- Dates de sortie :
  - Union soviétique : 18 novembre 1963

## Distribution
- Larissa Gordeïtchik : Tania Krylova
- Nikolaï Timofeïev (ru) : Krylov, l'académicien
- Otar Koberidze (ru) : Ivan Batalov
- Boris Borissionok (ru) : Andreï Saïenko
- Alekseï Guénessine : Paul, opérateur du centre informatique
- Peèter Kard (ru) : Vassiliï
- Nikolaï Volkov (ru) : docteur Laounston

## Musique
Spécialement pour ce film, Vano Mouradeli a écrit deux chansons sur des poèmes d'Evgueni Dolmatovski, qui sont devenues populaires : И на Марсе будут яблони цвести (Et sur Mars, les pommiers fleuriront) et Я — Земля (Je suis la Terre).
En outre, le film contient un fragment d'une autre chanson bien connue sur les cosmonautes : Четырнадцать минут до старта (litt. « À quatorze minutes du départ »), musique d'Oscar Feltsman, sur des paroles de Vladimir Voïnovitch. La musique électronique « spatiale » a été composée et interprétée sur le synthétiseur sonore photoélectronique ANS d'Edouard Artemiev.

## Remake américain
Une partie des effets spéciaux du film ainsi que des éléments de l'histoire ont été utilisés en 1966 pour le film américain Queen of Blood de Curtis Harrington.